# Liste der südafrikanischen Hochkommissare im Vereinigten Königreich

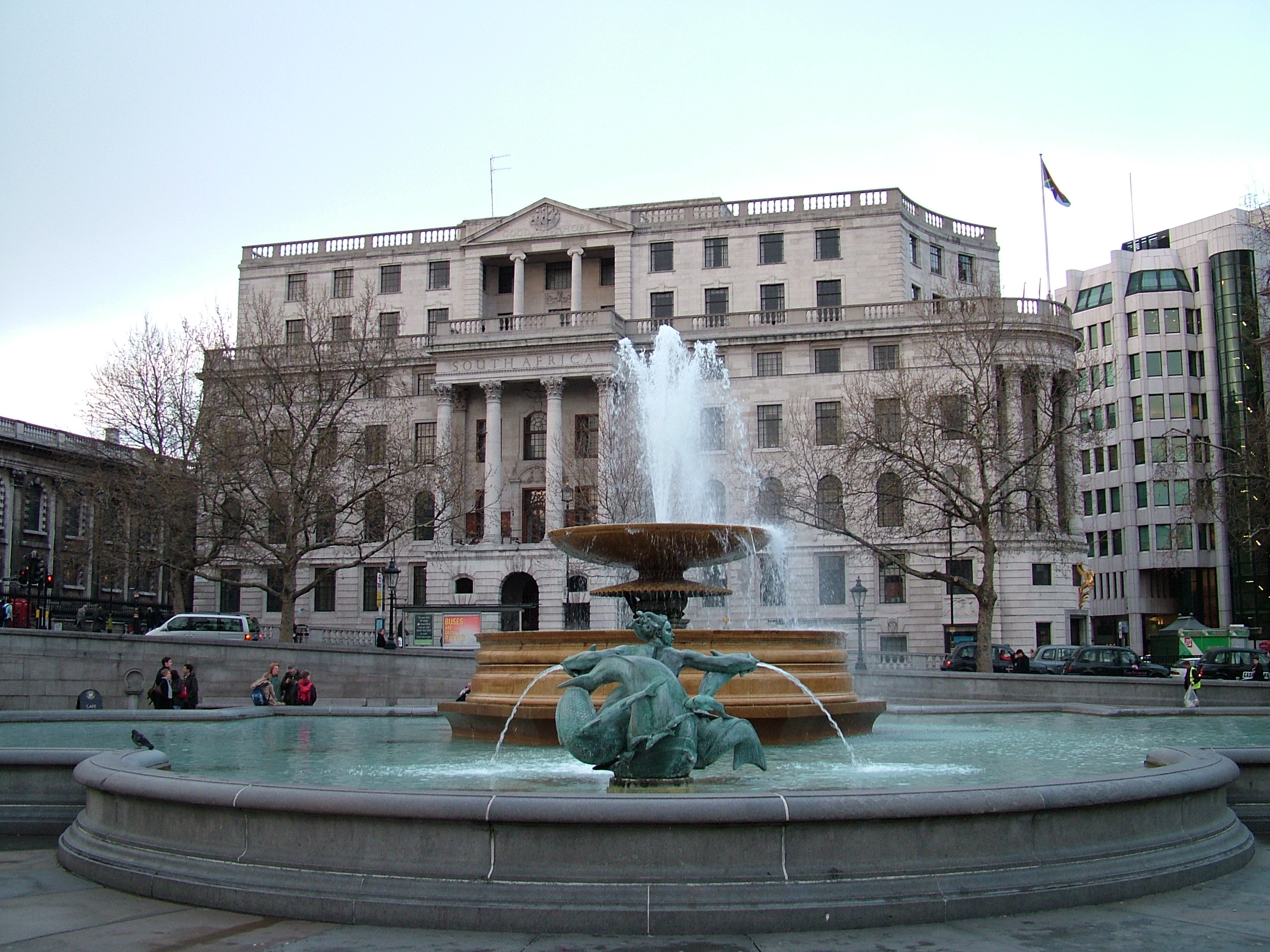
Das South Africa House am Trafalgar Square in London.

Der Südafrikanische Hochkommissar in London ist ein Hochkommissar (Commonwealth), er leitet die High Commission of South Africa, London, die Auslandsvertretung der Republik Südafrika im Vereinigten Königreich und Nordirland.
Die Dienststelle ist im South Africa House am Trafalgar Square untergebracht. Dieses wurde von Herbert Baker entworfen, von Charles Wheeler mit Skulpturen versehen und 1933 eröffnet.
Vom 31. Mai 1961 bis zum 31. Mai 1994 war Südafrika aus dem Commonwealth of Nations ausgeschieden, der Titel lautete in dieser Zeit Ambassador to the Court of St James’s.
| Zeit                        | Kommissar                        | Bemerkung                                                      |
| --------------------------- | -------------------------------- | -------------------------------------------------------------- |
| 1918–1921                   | Reginald Andrew Blankenberg      | Geschäftsträger                                                |
| 1921–1925                   | Edgar Harris Walton              | KCMG                                                           |
| 1925–1929                   | Jan Smuts                        |                                                                |
| 1929                        | Eric Louw                        |                                                                |
| 1929–1939                   | Charles Theodore Te Water        |                                                                |
| 1939–1943                   | Sidney Frank Waterson            |                                                                |
| 1943–1944                   | Deneys Reitz                     | * 1882 in Bloemfontein; dritter Sohn von Francis William Reitz |
| 1944–1947                   | George Heaton Nichollsborn       | * 1876 in Hounslow. England; † 25. September 1959              |
| 1948–1950                   | Leif Egeland                     |                                                                |
| Mai 1950                    | Dr. Albertus Lourens Geyer       | * 11. August 1894; † 13. Dezember 1969                         |
| 1954–1956                   | Gerhardus Petrus Jooste          |                                                                |
| 1956–1958                   | John Edward Holloway             |                                                                |
| 1959–1960                   | Albertus Johannes Roux van Rhijn |                                                                |
| 1961–1963                   | Hilgard Muller                   |                                                                |
| 1964–1967                   | Carel de Wet                     |                                                                |
| 1967–1972                   | Hendrik Gerhardus Luttig         |                                                                |
| 1972–1977                   | Carel de Wet                     |                                                                |
| April 1979–Oktober 1980     | Dawid Jacobus De Villiers        | * 1940 in Burgersdorp                                          |
| 1983                        | Carel de Wet                     |                                                                |
| 1984–1987                   | Denis Worrall                    |                                                                |
| 5. Februar 1987–1991        | Peter Rae Killen                 |                                                                |
| 15. April 1991–31. Mai 1994 | Kent Diederich Skelton Durr      |                                                                |
| 1994–1997                   | Mendi Msimang                    |                                                                |
| 2. März 1998–2001           | Cheryl Carolus                   |                                                                |
| 2001–2010                   | Lindiwe Mabuza                   |                                                                |
| 2010–2018                   | Zola Skweyiya                    | † 11. April 2018                                               |